# Argiolaus
Argiolaus là một chi bướm ngày thuộc họ Lycaenidae.